# 中华原𧎥
中华原𧎥（学名：Mengenilla sinensis）原𧎥科（三枝五节蟊科）原𧎥属的一种，分布于中国山西省和陕西省等地，为中国特有种。中华原𧎥以衣鱼类昆虫为寄主。
本种于2023年被收录入中国《有重要生态、科学、社会价值的陆生野生动物名录》。